# Список битв за участю Української Народної Республіки
Це список битв за участю Української Народної Республіки. Бої, які вела Українська Народна Республіка (УНР), були частиною комплексу воєн, що одночасно велися у хвості Перша світова війна, зокрема Українську революцію (1917—1921), Громадянська війна в Росії (1917—1923), Радянсько-українська війна (1917—1921), Польсько-українська війна (1918—1919) (головним чином ведену її союзником, Західноукраїнською Народною Республікою та її Українською Галицькою Армією) та Польсько-радянську війну (в якій УНР була союзником Польською Республікою).
Дати вказані в Новий стиль, якщо не вказано інше.
| Дата                                                           | Битва                                                | Сили і втрати УНР | Сили і втрати противника | Результат |
| -------------------------------------------------------------- | ---------------------------------------------------- | --- | --- | --- |
| 26 жовтня (8 листопада) — 31 жовтня (13 листопада) 1917        | Жовтневе повстання 1917 (Київ)                       | Більшовицький ревком Києва Українська Народна Республіка | Київський військовий округ | Перемога більшовиків — УНР |
| 29 листопада (11 грудня) — 30 листопада (12 грудня) 1917       | Листопадове повстання 1917 (Київ)                    | УНР: 1-а українська сердюцька дивізія. Усього 12000 бійців Втрати: Відсутні. | Більшовицький ревком Києва Радянська Росія: 7000 бійців Втрати: 7000 полонених | Перемога УНР |
| 30 листопада (12 грудня) — 1 грудня (13 грудня) 1917           | Листопадове повстання 1917 (Одеса)                   | Українська Народна Республіка: Гайдамаки | Червона гвардія Радянська Росія: 300 гвардійців, крейсер «Алмаз» | Перемога УНР |
| 19 грудня 1917 — 10 січня 1918                                 | Падіння Харкова (1917)                               | Українська Народна Республіка: Усього 2700 бійців | Радянська Росія: Всього 10000 бійців Українська Народна Республіка Рад | Поразка військ УНР |
| 13 (26) — 16 (29) грудня 1917                                  | Бої за станцію Лозова (1917)                         | Українська Народна Республіка: Загін Вільного козацтва, Гайдамацький курінь, Частини колишньої 3-ї кавалерійської дивізії РІА та запасні частини Сімферопольського полку ім. П. Дорошенка. Усього близько 1500 осіб (1-й бій). Усього близько 200 осіб (2-й бій). Втрати: 2 убиті, 4 поранені, 17 полонено (поміж ними 1 офіцер).  | Українська Народна Республіка Рад Радянська Росія: Солдати 30-го запасного полку Харківського гарнізону та робітники заводу ВЕК (нині Харківський електромеханічний завод), бронепотяг з одною 75 мм гарматою. Всього близько 700 осіб. 500 Солдат 30-го запасного полку Харківського гарнізону, 280 харківських червогогвардійців, бронепотяг з одною 75 мм гарматою. Всього близько 780 осіб. Втрати:1 убитий 6 поранених, 7 полонених (включно з офіцером з 30-го полку). | В ході бою між військовиками УНР та більшовиками залізнична станція була захоплена і для більшовиків відкрилась дорога далі вглиб країни.                                                                     |
| 14-15 грудня 1917                                              | Повстання Чугуївської юнацької школи                 | УНР: Чугуївське військове училище Втрати: Були роззброєні та потрапили до радянського полону 200 юнкерів | Радянська Росія: 300 бійців 1-го Петроградського збірного загону Ховріна, 400 харківських червоногвардійців. Усього близько 700 осіб. | Поразка військ УНР |
| 15 грудня 1917                                                 | Битва за Браїлів (1917)                              | Українська Народна Республіка | Радянська Росія | Перемога УНР |
| 12 грудня (25 грудня) — 20 грудня 1917 (2 січня 1918)          | Бої за Олександрівськ (1917—1918)                    | Українська Народна Республіка: 250 бійців 3-го Гайдамацького куреня, 40 бійців Вільного козацтва, частини 17-го, 63-го та 49-го полків армії УНР. Втрати: 1 вбитий, 4 поранених | Українська Народна Республіка Рад Радянська Росія: 300 Олександрівських червоногвардійців, загін матросів Чорноморського флоту, 1-й Петроградський загін армії Радянської Росії Втрати: Убито 13 червоногвардійців і 5 матросів | Радянська перемога |
| Кінець грудня 1917 — березня 1918                              | Битва під Жмеринкою                                  | Українська Народна Республіка Австро-Угорщина | Радянська Росія | Перемога УНР—АУ |
| 25 грудня 1917 (7 січня 1918) — 29 грудня 1917 (11 січня 1918) | Бої за Катеринослав (1918)                           | Українська Народна Республіка: Катеринославський курінь вільного козацтва, українізований 134-й Феодосійський полк. Всього 1500 бійців. | Більшовицький ревком Катеринослава: 2500 катеринославських червоногвардійців, 1000 солдатів полку імені Пилипа Орлика, 1500 харківських і московських червоногвардійців Втрати: 21 загиблий, кілька десятків поранених | Перемога більшовиків |
| 6 (19) січня 1918                                              | Бій за станцію Хутір-Михайлівський (січень 1918)     | Українська Народна Республіка | Радянська Росія | Радянська перемога |
| 12 (25) — 14 (27) січня 1918                                   | Бій за станцію Бахмач (січень 1918)                  | Українська Народна Республіка | Радянська Росія | Радянська перемога |
| 14 (27) — 17 (30) січня 1918                                   | Бої за Одесу (січень 1918)                           | Українська Народна Республіка: 1-й, 2-й і 3-й курені гайдамаків, загін «Одеська Січ». Усього 1800—2000 бійців. Втрати: 77 вбитих і поранених | Більшовицький Румчород Радянська Росія: 1000 одеських червоногвардійців, 1000 матросів Чорноморського флоту, 1000 бойовиків інших лівих формувань, 500 солдатів 49-го і Охтирського полків, 500—600 бійців зведеного батальйону солдатів колишньої 6-ї армії, Броненосці: «Синоп», «Ростислав», крейсер «Алмаз» Втрати: 66 вбитих і поранених матросів, 17 убитих і поранених червоногвардійців                                                                              | Перемога більшовиків |
| 16 січня (29 січня) або 17 січня (30 січня) 1918               | Бій під Крутами (1918)                               | Українська Народна Республіка: Загін Вільного Козацтва армії УНР, Помічний студентський курінь, Юнацька школа; 16 кулеметів та саморобний бронепоїзд у вигляді артилерійської гармати. Усього 400 бійців. Втрати: Студентська сотня: 74-81; Юнацька школа: 33-44; «Курінь смерті»: 20-25. Загалом 127—146                          | Радянська Росія: Загін петроградських і московських червоногвардійців та матросів Балтійського флоту. Всього 4000 бійців. Втрати: 300 вбитих | Перемога УНР |
| 15 січня (28 січня) — 13 лютого (26 лютого) 1918               | Бій за Єлисаветград (1918)                           | Українська Народна Республіка | Радянська Росія Махновський рух | Радянська перемога |
| 16 (29) січня — 22 січня (4 лютого) 1918                       | Січневе повстання 1918 у Києві                       | Українська Народна Республіка: 8000—10000 бійців | Більшовицька Червона гвардія Радянська Росія: Усього 6450 бійців Втрати: 1800 | Перемога УНР |
| 19 січня 1918 — 20 січня 1919                                  | Окупація більшовиками Полтави (1918—1919)            | Українська Народна Республіка | Радянська Росія | Радянська перемога |
| 23 січня (5 лютого) — 26 січня (8 лютого) 1918                 | Штурм Києва (1918)                                   | Українська Народна Республіка: 1700 вояків, 17 гармат. Втрати: 500 вбито і поранено, до 3000 розстріляно | Радянська Росія: 7000 вояків, 25 гармат, 2 бронепотяги, 3 броньовики Втрати: 1000 вбито і поранено | Радянська перемога |
| 18 лютого — 3 березня 1918                                     | Операція «Фаустшлаг»                                 | Німецька імперія Австро-Угорщина Українська Народна Республіка | Радянська Росія Українська Народна Республіка Рад | Перемога німецько- австрійських військ |
| 25 — 26 лютого 1918                                            | Бій за Бердичів (1918)                               | Українська Народна Республіка | Радянська Росія | Перемога УНР |
| 13–25 квітня 1918                                              | Кримська операція (1918)                             | Німецька імперія · Українська Народна Республіка: 2-й Запорізький полк, 1-й кінний полк імені Костя Гордієнка, Інженерний курінь, Кінно-гірська гарматна дивізія, Павлоградський гусарський полк, Автопанцирна дивізія, Загін моторних катерів, Галицькі добровольці · Кримська Народна Республіка: Кримсько-татарські добровольці | Тавриди РСР Радянська Росія: 3-я більшовицька армія | Перемога військ УНР та їх союзників |
| 16–17 квітня 1918                                              | Бій за Ізюм (1918)                                   | Німецька імперія Українська Народна Республіка | Радянська Росія | Німецька-УНР перемога |
| 29–30 квітня 1918                                              | Гетьманський переворот (1918)                        | Українська Народна Республіка - Центральна Рада | Гетьманський рух · Німецька імперія | Гетьманська перемога |
| 16 листопада — 15 грудня 1918                                  | Антигетьманське повстання (1918)                     | Українська Народна Республіка - Директорія УНР - Революційна повстанська армія України - Зелена армія - Російська РФСР - Ліві есери | Українська Держава - Гетьманський рух - Добровольча армія - Імперська армія Німеччини | Перемога УНР |
| 18 листопада 1918                                              | Бій під Мотовилівкою                                 | Українська Народна Республіка | Гетьманський рух | Перемога УНР |
| 18 листопада 1918 — березня 1919                               | Наступ радянських військ на захід (1918—1919)        | Російська держава (1918—1920) · Естонія · Латвія · Литва · Білоруська Народна Республіка · Польська Республіка · Румунське королівство · Українська Народна Республіка · Третя французька республіка · Сполучене Королівство · Обер Ост · Фінські, данські, та шведські волонтери                                                  | Російська РФСР · Радянська Естонія · Радянська Латвія · Литбіл РСР · Тимчасовий ревком Польщі · Українська РСР · Фінська Червона гвардія | Радянська перемога у Східна Білорусь Радянська поразка у країнах Балтії та Західній Білорусі Початок польсько-радянської війни                                                                                |
| 2 січня — 31 серпня 1919                                       | Радянське вторгнення в Україну (січень-червень 1919) | Народні сили - Українська Народна Республіка - Західноукраїнська НР - Самостійна Медвинська республіка - Холодноярська республіка Білий рух & Союзники - Південь Росії - Кримський крайовий уряд - Третя французька республіка - Грецьке королівство - Польська Республіка                                                         | Більшовики (радянські/совєти) - Російська РФСР - Українська РСР - Кримська РСР Комуністичні партизани - Зелена армія - Григорівщина - Махновщина | Радянська поразка Партизани Григоріва та Махна повстали проти радянського команда Білі з допомогою союзників перемагають на Донбасі, захоплюють Київ і просуваються на Москву Польща окупує Волинь і Галичину |
| 7 січня — 1 лютого 1919                                        | Хотинське повстання (1919)                           | Українські та молдавські повстанці За підтримки: - Комітет порятунку Бессарабії - Добровольча армія (логістична підтримка) Українська Народна Республіка | Румунське королівство | Румунська перемога |
| 30 грудня 1918 (12 січня 1919)                                 | Оборона Чернігова (1919)                             | Українська Народна Республіка: 1500 бійців (бій прийняли 450 бійців) | Радянська Росія: 5000 бійців | Радянська перемога |
| 18 січня — 5 лютого 1919                                       | Взяття Києва Червоною армією (січень 1919)           | Українська Народна Республіка | Російська РФСР | Радянська перемога |
| 19 січня (1 лютого) 1919                                       | Літківський бій                                      | Українська Народна Республіка: 24 юнкери Київської військової школи імені Богдана Хмельницького Втрати: 20 вбиті під час битви, 4 полонені і розстріляні | Радянська Росія: 300—400 червоногвардійців Втрати: 35—50 вбиті, 60—80 поранені | Радянська перемога |
| 4—5 лютого 1919                                                | Бій на річці Трубіж                                  | Українська Народна Республіка: Близько 170 легкоозброєних бійців Втрати: 70 осіб | Радянська Росія: Точна кількість невідома, мали чисельну перевагу, а також прикриття бронепотягу та кавалерії. | Перемога УНР |
| 10 лютого 1919                                                 | Бій у Запорозькому городку                           | Українська Народна Республіка: Військова сотня Втрати: 1 поранений | Радянська Росія: Від 200 до 600 бійців Втрати: 10 осіб убитими, 2 кулемети, 10 коней, 11 зарядних скринь, 13 гвинтівок | Перемога УНР |
| 9—10 квітня 1919                                               | Куренівське повстання                                | Українська Народна Республіка: Близько 500—3000 бійців. | Радянська Росія: Всього 21000 бійців | Перемога УНР |
| 1–6 червня 1919                                                | Бій за Кам'янець-Подільський                         | Українська Народна Республіка: Біля 2000 старшин та козаків. 30-35 кулеметів, 13 гармат, крім тимчасово приділеного дивізіону гірських гармат. Західноукраїнська Народна Республіка Втрати: Убиті: 3 старшин і 8 козаків. Поранені: 7 старшин і 29 козаків. З числа поранених вмерло у шпиталі Кам'янця 6 козаків.                 | Радянська Росія: Близько 1700 багнетів, 12 гармат, 150 вершників. Українська РСР | Перемога УНР/ЗУНР |
| 26–31 липня 1919                                               | Бої за Вапнярку                                      | Українська Народна Республіка: Третя Залізна Стрілецька дивізія Армії УНР | Радянська Росія: 12-та Радянська Армія | Перемога УНР |
| 30—31 серпня 1919                                              | Київська катастрофа                                  | Українська Народна Республіка Російська РФСР Українська РСР | Південь Росії (Біла армія) - Збройні сили Півдня Росії | Перемога ЗСПР |
| 6 грудня 1919 — 6 травня 1920                                  | Перший зимовий похід                                 | Українська Народна Республіка | Російська РФСР Українська РСР Південь Росії | Перемога УНР |
| 15 квітня 1920                                                 | Бій за Вознесенськ                                   | Українська Народна Республіка: Чорні запорожці Армії УНР | Радянська Росія Втрати: 2 мільйони рушничних набоїв, 32000 гарматних, 28 гармат, 5000 рушниць, 4 кулемети | Перемога УНР |
| 25 квітня — липня 1920                                         | Київська операція Війська Польського (1920)          | Польська Республіка Українська Народна Республіка | Російська РФСР Українська РСР | Радянська перемога |
| 2 червня 1920                                                  | Бій біля Борисполя (1920)                            | Польська республіка: 2 батальйони (частина 1-го Піхотного полку) Українська Народна Республіка | Російська РФСР: 58-а стрілецька дивізія Українська РСР | Перемога польсько-українського з'єднання |
| 25 липня 1920                                                  | Бій під Сидоровом                                    | Українська Народна Республіка: Окрема кінна дивізія. Усього 1200 бійців. Втрати: 2 козаків убитими, поранено 33 козаків і 3 старшини | Російська РФСР: Більшовицька кіннота і два полки більшовицької піхоти 123-ї пішої бригади. Усього 1300 бійців. Втрати: Повністю знищені | Перемога УНР |
| 12–25 серпня 1920                                              | Варшавська битва (1920)                              | Польська Республіка Українська Народна Республіка | Російська РФСР · Білоруська РСР · Українська РСР | Польська перемога |
| 25 вересня 1920                                                | Бої за Проскурів                                     | Українська Народна Республіка: Перша 3апорізька дивізія | Російська РФСР: 8-ма кавалерійська дивізія Червоного козацтва України | Перемога УНР |
| жовтня — листопада 1921                                        | Другий зимовий похід                                 | Українська Народна Республіка | Російська РФСР Українська РСР | Радянська перемога |
| 6 — 7 листопада 1921                                           | Бій за Коростень (1921)                              | Українська Народна Республіка | Російська РФСР | Радянська перемога |
| 17 листопада 1921                                              | Бій під Малими Міньками                              | Українська Народна Республіка: Волинська повстанська група, Шоста січова стрілецька дивізія. Всього близько 900 бійців Втрати: 700 осіб | Російська РФСР: 9-та Кримська кавалерійська дивізія Котовського | Радянська перемога |